# ديفيد ويلر (لاعب كرة قدم)
ديفيد ويلر (بالإنجليزية: David Wheeler)‏ هو لاعب كرة قدم بريطاني، ولد في 4 أكتوبر 1990 في برايتون في المملكة المتحدة. لعب مع نادي إكزتر سيتي ونادي ليويس.

## وصلات خارجية
- ديفيد ويلر على موقع قاعدة بيانات كرة القدم.إي يو (الإنجليزية)
- ديفيد ويلر على موقع Soccerbase.com (لاعب) (الإنجليزية)
- ديفيد ويلر على موقع Soccerway.com (الإنجليزية)